# Semidirekte Summe
Die semidirekte Summe ist eine mathematische Konstruktion aus der Theorie der Lie-Algebren.

## Konstruktion
Es seien {\displaystyle {\mathfrak {a}}} und {\displaystyle {\mathfrak {b}}} Lie-Algebren, {\displaystyle \pi :{\mathfrak {a}}\rightarrow {\rm {End}}({\mathfrak {b}})} sei eine Darstellung, das heißt:
- {\displaystyle \pi } ist linear, und für alle {\displaystyle a_{1},a_{2}\in {\mathfrak {a}}} gilt {\displaystyle \pi ([a_{1},a_{2}])\,=\,\pi (a_{1})\pi (a_{2})-\pi (a_{2})\pi (a_{1})}.
- {\displaystyle \pi (a)} ist für jedes {\displaystyle a\in {\mathfrak {a}}} eine Derivation auf {\displaystyle {\mathfrak {b}}}.

Dann gibt es auf der direkten Summe {\displaystyle {\mathfrak {a}}\oplus {\mathfrak {b}}} der Vektorräume genau eine Klammer {\displaystyle [\cdot ,\cdot ]}, so dass Folgendes gilt:
- {\displaystyle {\mathfrak {a}}\oplus {\mathfrak {b}}} ist mit {\displaystyle [\cdot ,\cdot ]} eine Lie-Algebra.
- Die Einschränkung der Klammer auf {\displaystyle {\mathfrak {a}}} und {\displaystyle {\mathfrak {b}}} stimmt mit den dort gegebenen Klammern überein.
- Für alle {\displaystyle a\in {\mathfrak {a}}} und {\displaystyle b\in {\mathfrak {b}}} gilt {\displaystyle [a,b]\,=\,\pi (a)b}.

Dabei werden {\displaystyle {\mathfrak {a}}} und {\displaystyle {\mathfrak {b}}} als Unterräume der direkten Summe aufgefasst. 
Die Klammer auf {\displaystyle {\mathfrak {a}}\oplus {\mathfrak {b}}} lautet
{\displaystyle [(a_{1},b_{1})\,,\,(a_{2},b_{2})]:=([a_{1},a_{2}]\,,\,[b_{1},b_{2}]+\pi (a_{1})b_{2}-\pi (a_{2})b_{1}),\quad a_{1},a_{2}\in {\mathfrak {a}},\,b_{1},b_{2}\in {\mathfrak {b}}}.
Man rechnet nach, dass durch diese Definition eine Lie-Algebra gegeben ist.
Diese wird mit {\displaystyle {\mathfrak {a}}\ltimes _{\pi }{\mathfrak {b}}} bezeichnet und heißt die semidirekte Summe oder auch das semidirekte Produkt aus {\displaystyle {\mathfrak {a}}} und {\displaystyle {\mathfrak {b}}}.
Wenn es bezüglich der Darstellung {\displaystyle \pi } keine Missverständnisse geben kann, so lässt man sie weg und schreibt einfach {\displaystyle {\mathfrak {a}}\ltimes {\mathfrak {b}}}.

## Bemerkungen
- In obiger Konstruktion ist {\displaystyle {\mathfrak {a}}} eine Lie-Unteralgebra der semidirekten Summe und {\displaystyle {\mathfrak {b}}} sogar ein Ideal, das heißt {\displaystyle [{\mathfrak {a}}\ltimes {\mathfrak {b}},{\mathfrak {b}}]\subset {\mathfrak {b}}}.
- Ist {\displaystyle \pi =0}, so liegt die direkte Summe der Lie-Algebren vor.
- Seien {\displaystyle {\mathfrak {g}}} eine Lie-Algebra über dem Körper {\displaystyle K} und {\displaystyle d} eine Derivation auf {\displaystyle {\mathfrak {g}}}. Dann ist {\displaystyle Kd\subset {\rm {End}}({\mathfrak {g}})} eine Darstellung, und man kann {\displaystyle Kd\ltimes {\mathfrak {g}}} bilden. Dies nennt man auch die Adjunktion der Derivation {\displaystyle d}.

## Erweiterungen
Ist {\displaystyle \iota :{\mathfrak {b}}\rightarrow {\mathfrak {a}}\ltimes {\mathfrak {b}},b\mapsto (0,b)} und {\displaystyle q:{\mathfrak {a}}\ltimes {\mathfrak {b}}\rightarrow {\mathfrak {a}},(a,b)\mapsto a}, so erhält man eine kurze exakte Sequenz aus Lie-Algebren und Lie-Algebren-Homomorphismen
{\displaystyle 0\rightarrow {\mathfrak {b}}\,{\xrightarrow {\iota }}\,{\mathfrak {a}}\ltimes {\mathfrak {b}}\,{\xrightarrow {q}}{\mathfrak {a}}\rightarrow 0}.
Allgemein nennt man kurze exakte Sequenzen 
{\displaystyle 0\rightarrow {\mathfrak {b}}\rightarrow {\mathfrak {c}}{\xrightarrow {q}}{\mathfrak {a}}\rightarrow 0}
bzw. die darin vorkommende Lie-Algebra {\displaystyle {\mathfrak {c}}} eine Erweiterung von {\displaystyle {\mathfrak {a}}} nach {\displaystyle {\mathfrak {b}}} (manchmal findet man auch die umgekehrte Sprechweise) und eine solche Erweiterung heißt zerfallend, wenn es einen Lie-Algebren-Homomorphismus {\displaystyle \psi :{\mathfrak {a}}\rightarrow {\mathfrak {c}}} gibt mit {\displaystyle q\circ \psi =\mathrm {id} _{\mathfrak {a}}}. Demnach ist {\displaystyle {\mathfrak {a}}\ltimes {\mathfrak {b}}} eine solche zerfallende Erweiterung, denn der Homomorphismus {\displaystyle {\mathfrak {a}}\rightarrow {\mathfrak {a}}\ltimes {\mathfrak {b}},a\mapsto (a,0)} leistet das Verlangte.
Schließlich heißen zwei Erweiterungen {\displaystyle {\mathfrak {c}}_{1}} und {\displaystyle {\mathfrak {c}}_{2}} äquivalent, wenn es einen Isomorphismus {\displaystyle \varphi :{\mathfrak {c}}_{1}\rightarrow {\mathfrak {c}}_{2}} gibt, der das Diagramm 
{\displaystyle {\begin{array}{ccccccc}0\rightarrow &{\mathfrak {b}}&\rightarrow &{\mathfrak {c}}_{1}&\rightarrow &{\mathfrak {a}}&\rightarrow 0\\&\parallel &&\downarrow \gamma &&\parallel \\0\rightarrow &{\mathfrak {b}}&\rightarrow &{\mathfrak {c}}_{2}&\rightarrow &{\mathfrak {a}}&\rightarrow 0\\\end{array}}}
kommutativ macht. Mit Hilfe der semidirekten Summe kann man zerfallende Erweiterungen wie folgt charakterisieren:
Eine Erweiterung
{\displaystyle 0\rightarrow {\mathfrak {b}}\rightarrow {\mathfrak {c}}\rightarrow {\mathfrak {a}}\rightarrow 0}
von Lie-Algebren ist genau dann zerfallend, wenn sie äquivalent zur semidirekten Summe
{\displaystyle 0\rightarrow {\mathfrak {b}}\,{\xrightarrow {\iota }}\,{\mathfrak {a}}\ltimes {\mathfrak {b}}\,{\xrightarrow {q}}{\mathfrak {a}}\rightarrow 0}
ist.